# 那哈拉特斯瓦

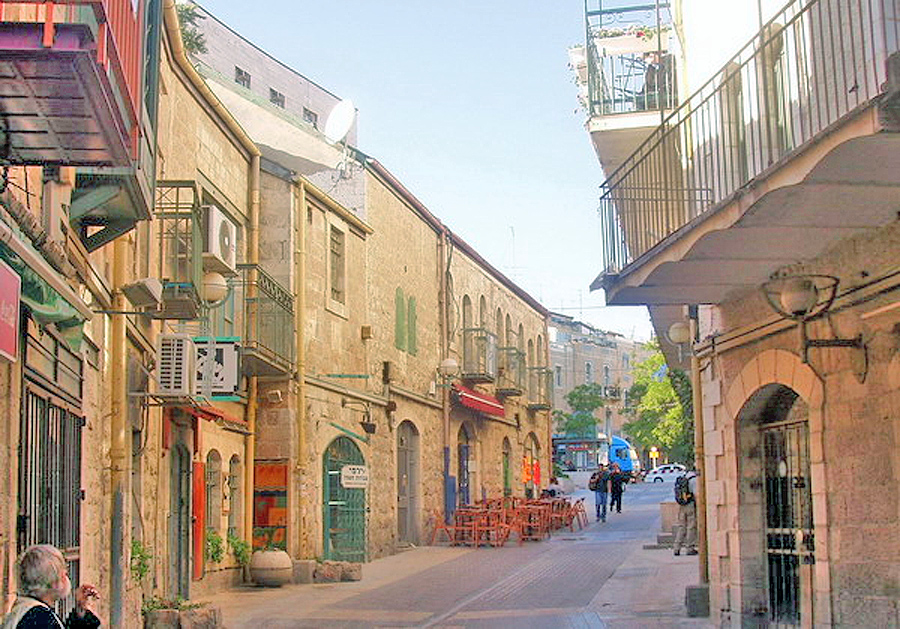
Rivlin 街

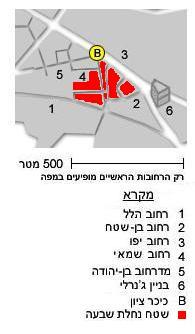
地图
1希勒尔街2西拉3雅法4沙麦5本耶胡达 6 忠利 B Kikar Tzion

那哈拉特斯瓦（希伯來語：נחלת שבעה）是耶路撒冷市中心的一个社区。在19世纪60年代，它是耶路撒冷旧城以外建立的第三个社区。今天，它是一条拥挤的步行街，露天茶座林立。

## 历史
那哈拉特斯瓦是耶路撒冷旧城以外建立的第三个社区，建于1869年。